# 旧州镇 (黄平县)
旧州镇，是中华人民共和国贵州省黔东南苗族侗族自治州黄平县下辖的一个乡镇级行政单位。旧州镇内的古建筑群为貴州全國重點文物保護單位。2021年1月19日，命名旧州镇为贵州省园林城镇。

## 行政区划
旧州镇下辖以下地区：
乐源社区、校场坝村、东门村、西门村、射潭村、何家榜村、平东村、青杠树村、大碾房村、平西坝村、么罗村、老里坝村、桂花村、文峰村、川心堡村、白子桥村、草芦坪村、小村、寨勇村、波洞村、勤坡村、寨壁村、巢虎屯村、白水寨村、岑花村、里洞村、天官寨村、重木村、石板河村、石牛寨村和拖船坡村。